# 利血平酸
利血平酸（英語：reserpic acid）是一种有机化合物，化学式C22H28N2O5，可见于催吐萝芙木等物种。